# Vrba pětimužná

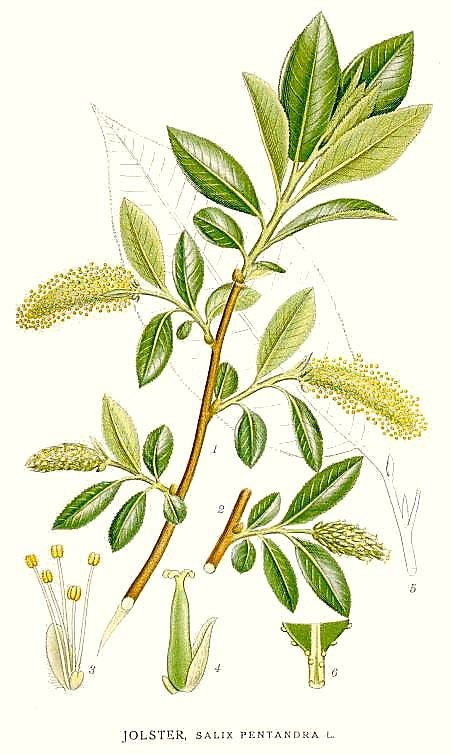
Větévka samičí rostliny

Vrba pětimužná (Salix pentandra) je poměrně vzrůstný druh širokého rodu vrba. V České republice se vyskytuje regionálně a obvykle jen v podhůří a nižších polohách hor. Jako důsledek meliorací a vápnění luk a pastvin se její přirozený výskyt stále snižuje a vrba pětimužná se stává vzácnou. V „Červeném seznamu cévnatých rostlin České republiky: třetí vydání“ je řazena mezi potenciálně ohrožené druhy žádající si další pozornost (C4a).

## Rozšíření
Druh se vyskytuje na rozlehlém areálu rozkládajícím se od Velké Británie a francouzských Alp přes západní Sibiř až do Střední Asie. Mimo to má arely ve Francouzském středohoří, Pyrenejích, Apeninách a na Balkáně. Druhotně vyrůstá na severu Severní Ameriky.
V přírodě České republiky je roztroušeně rozšířena od termofytika po oreofytikum. Hojnější je v podhůří Šumavy a na Českomoravské vysočině, v moravských Karpatech se objevuje již skromněji; výskyt byl zjištěn do nadmořské výšky 1000 m.

## Ekologie
Tento světlomilný a chladnomilný druh se nejčastěji vyskytuje v mokřadních olšinách a na bažinatých a rašelinných loukách, obvykle na kyselých půdách. Je diagnostickým druhem svazu „mokřadních vrbin“ Salicion cinereae.

## Popis
Rozložitý keř vysoký do 4 m nebo strom rostoucí do 6 až 10 m, má přímý kmen, vzpřímené větve a nepravidelně kulovitou korunou. Jeho kůra je zprvu šedivá a hladká, s věkem tmavne a je podélně zbrázděná. Letorosty jsou holé, červenohnědé a výrazně lesklé, kuželovité pupeny bývají velké asi 5 mm, drobné palisty brzy opadávají a mívají tvar vejčitý až kopinatý. Listy s rýhovanými řapíky jsou z jara lepivé, při rašení slabě načervenalé a na podzim žloutnou. Poměrně tuhé a lysé listové čepele bývají elipsovité až vejčitě kopinaté, 5 až 12 cm dlouhé a 2 až 4 cm široké a na bázi sbíhavé až okrouhlé. Po obvodě jsou jemně pilovité a zoubky mají zakončené žlázkou, na líci jsou leskle zelené, na rubu světlejší a mají síťovanou žilnatinu. Žloutnoucí listy, odlupovaná kůra i řezané dřevo vydává hořkomandlovou vůni, kterou způsobuje přítomnost éterických olejů.
Květy jsou seskupeny do převislých jehněd rostoucí na dlouhých stopkách. Tato květenství jsou široce válcovitá a na stopkách mají několik světle žlutých, opadavých, pilovitých listenů podobající se listům. Samčí jehnědy jsou zlatožluté, 2 až 7 cm dlouhé a mají květy s pěti až devíti tyčinkami s chlupatými nitkami a žlutými prašníky. Samičí jehnědy jsou kratší, žlutavě zelené, 1 až 6 cm dlouhé, husté a přetrvávají i přes zimu, jejich květy mají zelené, lysé semeníky na kratičkých stopkách a krátké čnělky s plochými bliznami. Květy rozkvétají v květnu a červnu, obvykle až po úplném vyrašení listů. Obsahují medové žlázky s nektarem a bývají opylovány hmyzem i větrem. Ploidie druhu 2n = 4x = 76.
Plod je nepukavá, 7 mm dlouhá tobolka s mnoha semeny s chmýrem. Zralá semena zůstávají v tobolce po celou zimu a uvolňují se až s příchodem jara.
Vrba pětimužná je asi velmi starý druh, má několik archaických znaků rodu, např. větší počet tyčinek a odstávající jehnědy, které ukazují na blízké fylogenetické vztahy s některými topoly. Díky těmto rozdílům je jen stěží zaměnitelná s jinými druhy vrb rostoucími v české přírodě.
Druhové jméno „pětimužná“ je odvozeno od nejmenšího počtu pěti tyčinek v květu.

## Hybridizace
Ke křížení dochází u tohoto druhu jen řídce, v Česku připadají do úvahy jen dva hybridy:
- Salix ×ehrhartiana - s vrbou bílou - (S. alba × S. pentandra)
- Salix ×meyeriana - s vrbou křehkou - (S. fragilis × S. pentandra).[2][3]

## Využití
Pro svou vzácnost se ekonomicky nevyužívá, byť její kůra obsahuje salicylové deriváty vhodné k léčení při horečkám, revmatismu, neuralgií a při nemocech z nachlazení.

## Galerie

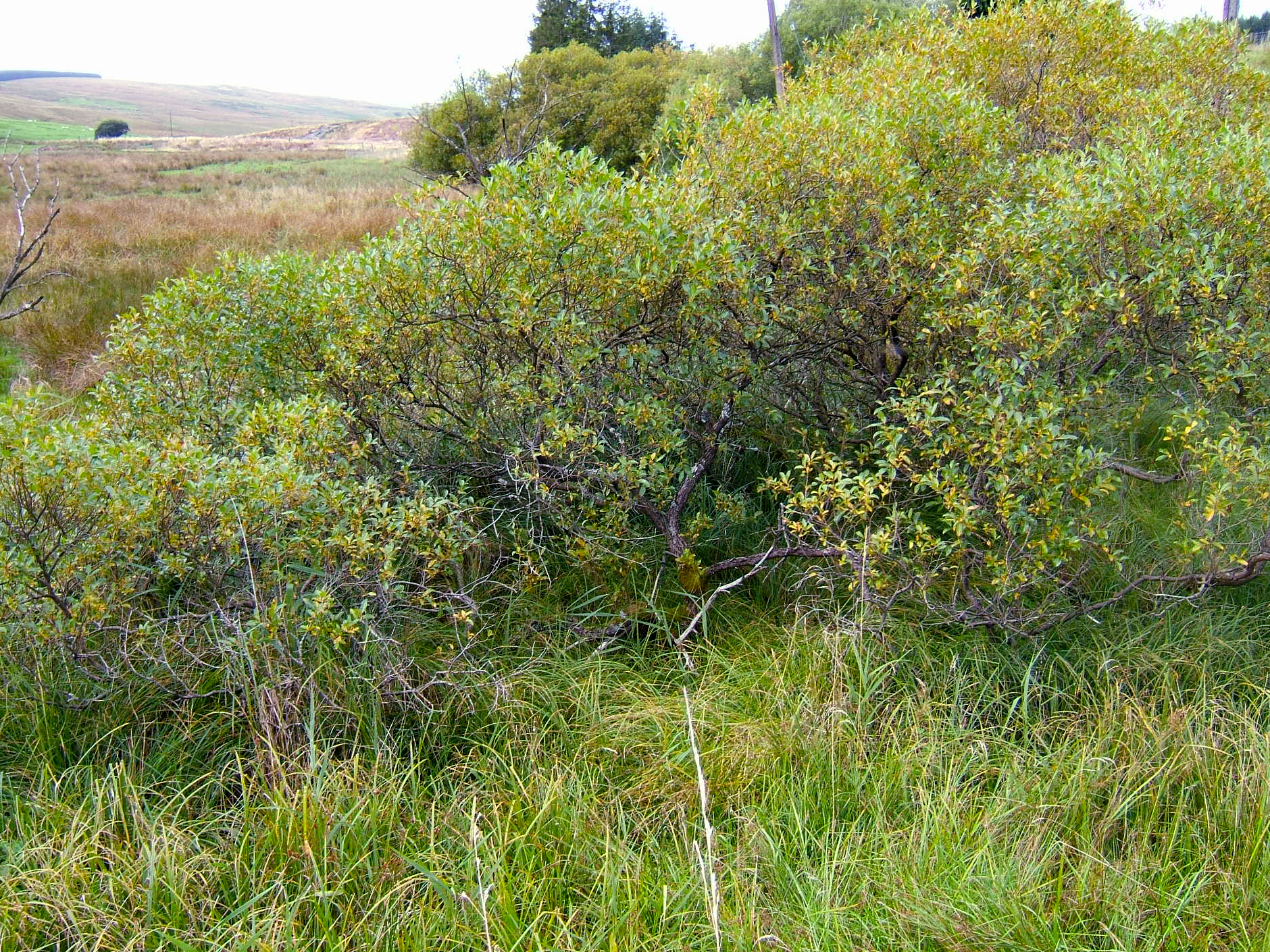
Vrba pětimužná jako keř
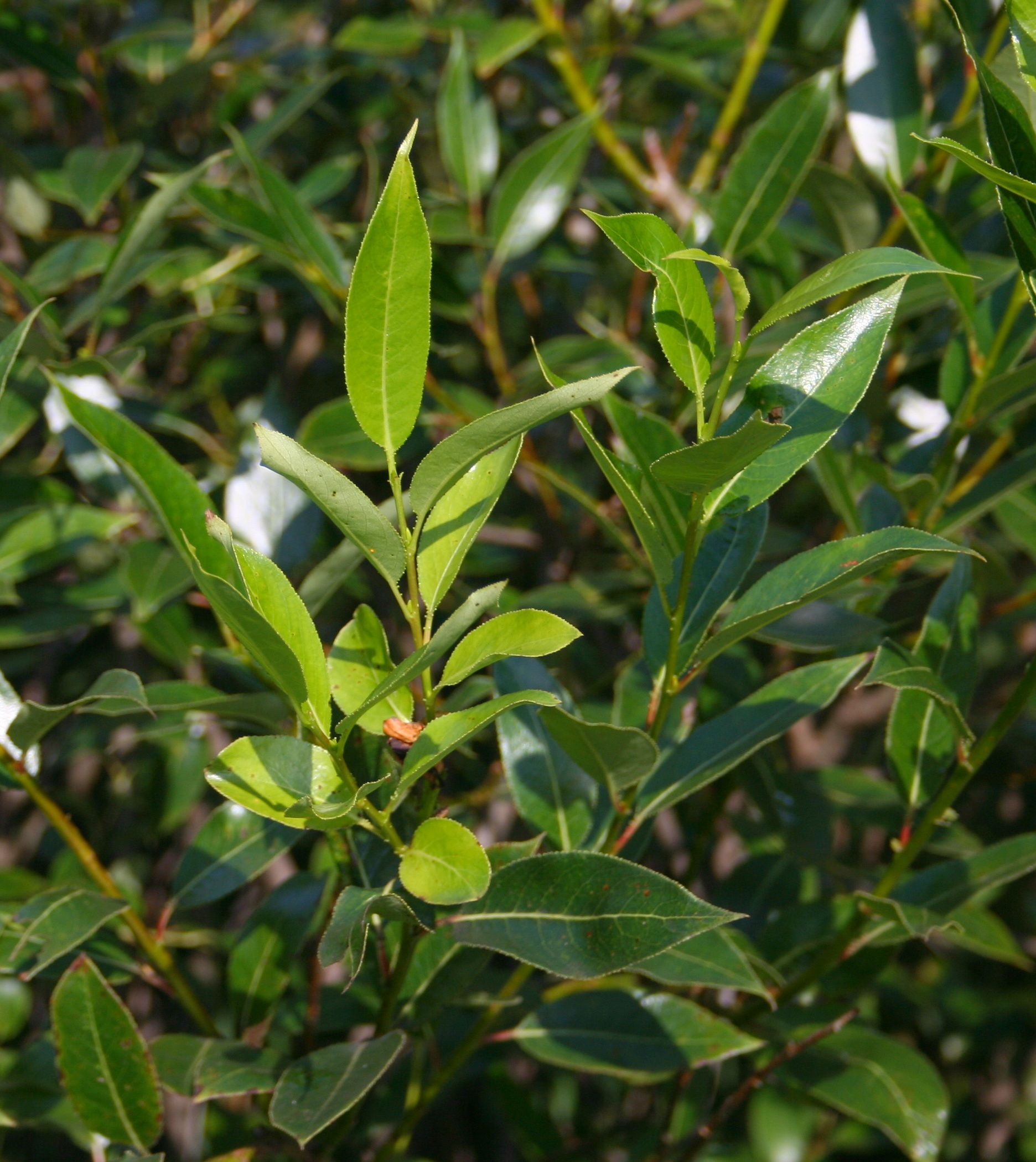
Letorosty
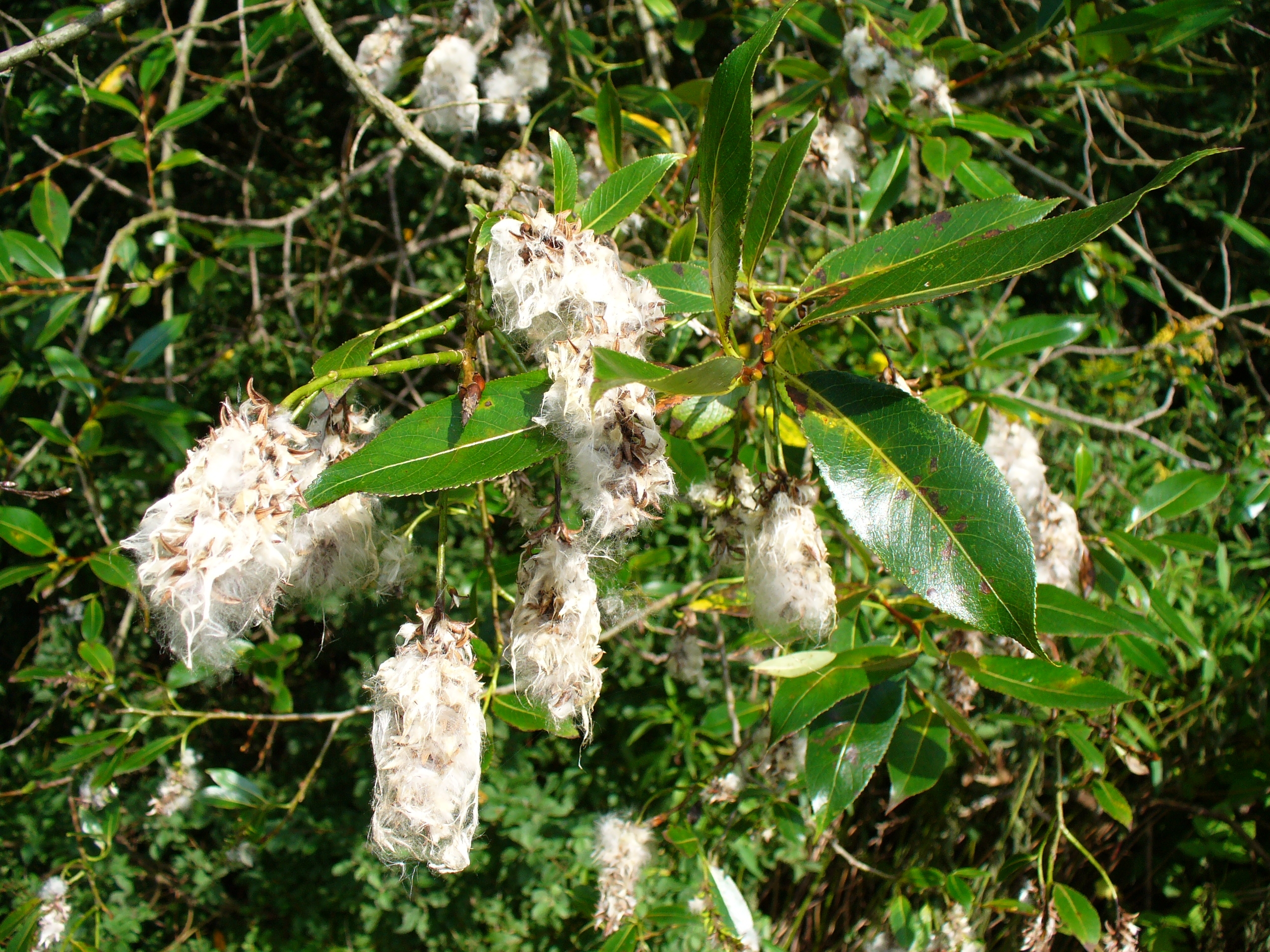
Tobolky se semeny a chmýrem